# Bütschwil
Bütschwil era uma comuna da Suíça, no Cantão São Galo, com cerca de 3.426 habitantes. Estendia-se por uma área de 13,79 km², de densidade populacional de 248 hab/km². Confinava com as seguintes comunas: Ganterschwil, Krinau, Lichtensteig, Lütisburg, Mosnang, Oberhelfenschwil, Wattwil.
A língua oficial nesta comuna era o Alemão.

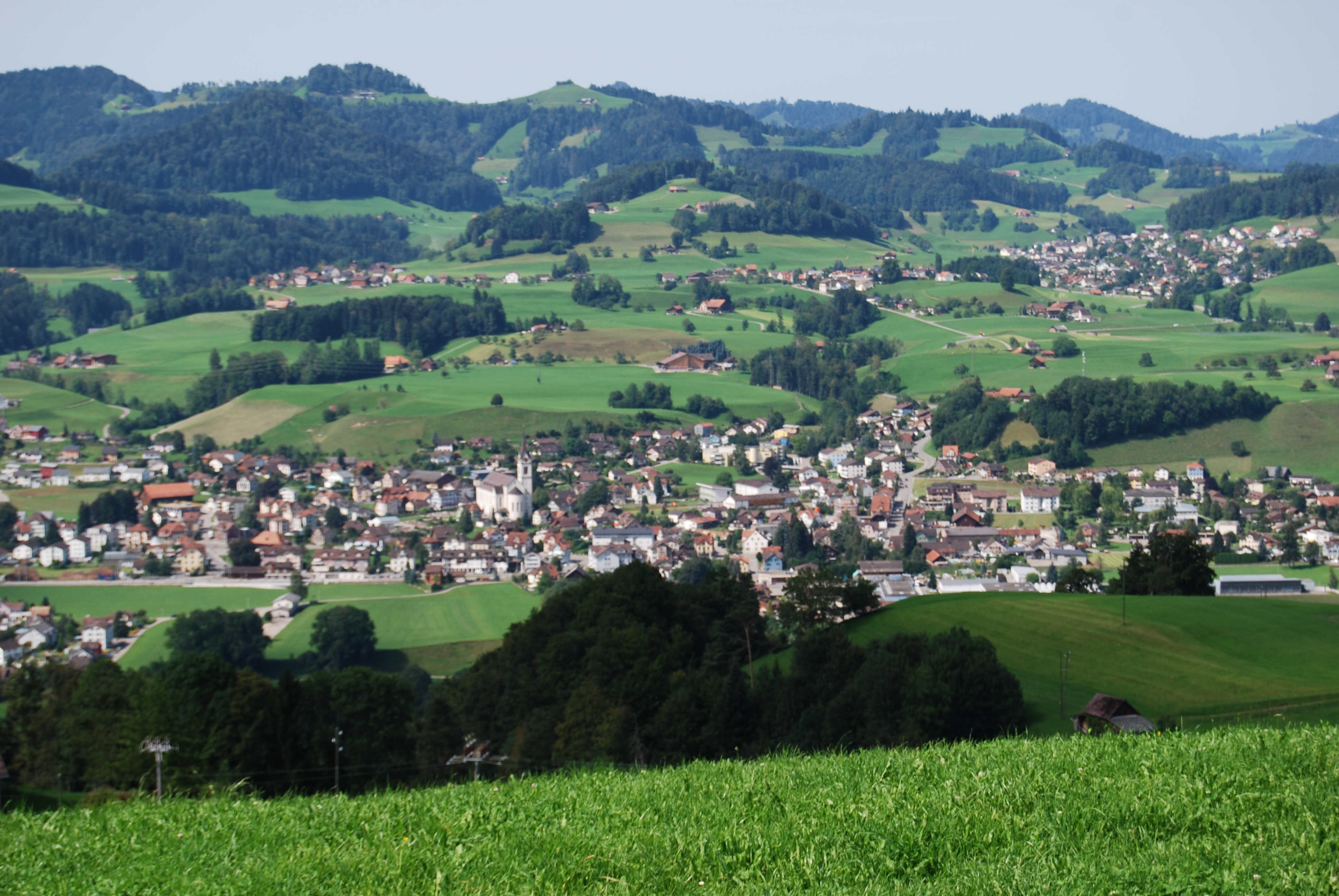
Bütschwil

## História
Em 1 de janeiro de 2013, passou a formar parte da comuna de Bütschwil-Ganterschwil.